# Seasons of the Black
Seasons of the black es el vigésimo tercer álbum de estudio de la banda alemana Rage, lanzado el 28 de julio de 2017, vía Nuclear blast Records. Al igual que el álbum anterior, "Seasons Of The Black" se grabó en los estudios Megafon en Burscheid, Alemania y en los estudios Soundchaser en Zandhoven, Bélgica y fue producido por la propia banda. Una vez más, el renombrado Dan Swanö contribuyó con la mezcla y la masterización. Mientras que la portada fue creada por Karim König.

## Canciones
1. "Season Of The Black" – 4:55
2. "Serpents In Disguise" – 4:13
3. "Blackened Karma" – 4:39
4. "Time Will Tell" – 5:05
5. "Septic Bite" – 4:20
6. "Walk Among The Deade" – 4:07
7. "All We Know Is Not" – 4:20
8. "Gaia" – 1:02
9. " Justify" – 6:09
10. "Bloodshed In Paradise" – 5:39
11. "Farewell" – 7:21

## Miembros
- Peter "Peavy" Wagner - Bajo y Voces
- Marcos "Markitos" Rodríguez - Guitarra y Coros
- Vassilios "Lucky" Maniatopoulos - Batería y Coros

- Datos: Q30068893